# Einschienenbahn Wuhan
| Die Optics Valley Sky Rail an der Station Gaoxin Boulevard |                        |                                                |                                                |
| Streckenlänge: | 9,9 km                 |                                                |                                                |
| Stromsystem: | 750 =                  |                                                |                                                |
| Maximale Neigung: | 80 ‰                   |                                                |                                                |
| Minimaler Radius: | 50 m                   |                                                |                                                |
| Streckengeschwindigkeit: | 60 km/h                |                                                |                                                |
| Zugbeeinflussung: | ATC mit ATO Stufe GoA3 |                                                |                                                |
| Zweigleisigkeit: | durchgehend            |                                                |                                                |
| |                        |                                                |                                                |
| \| \| \| Abstellanlage \| \| \| \| 0,0 \| Jiufengshan 九峰山 \| Jiufengshan 九峰山 \| \| \| \| Wuhan Metro Linie 11 \| \| \| \| \| Gaoxin Boulevard 高新大道 (Übergang zur Metro) \| \| \| \| \| Gaoxin 2nd Road 高新二路 (Übergang zur Tram) \| \| \| \| \| Wuhan Tram Linie T2 \| \| \| \| \| Gaoxin 4th Road 高新四路 \| \| \| \| \| Comprehensive Bonded Area 综保区 \| \| \| \| 9,9 \| Longquanshan 龙泉山 \| Longquanshan 龙泉山 \| \| \| 10,5 \| Zugdepot und Betriebswerk \| Zugdepot und Betriebswerk \| \| \| \| Vorleistung für geplante Verlängerung \| \| |                        |                                                |                                                |
| U-Bahn-Betriebsstelle Anfang Hochstrecke |                        | Abstellanlage                                  | Abstellanlage                                  |
| U-Bahn-Bahnhof | 0,0                    | Jiufengshan 九峰山                             | Jiufengshan 九峰山                             |
| U-Bahn-Kreuzung mit Tunnelstrecke |                        | Wuhan Metro Linie 11                           | Wuhan Metro Linie 11                           |
| U-Bahn-Haltepunkt / Haltestelle |                        | Gaoxin Boulevard 高新大道 (Übergang zur Metro) | Gaoxin Boulevard 高新大道 (Übergang zur Metro) |
| U-Bahn-Haltepunkt / Haltestelle |                        | Gaoxin 2nd Road 高新二路 (Übergang zur Tram)   | Gaoxin 2nd Road 高新二路 (Übergang zur Tram)   |
| U-Bahn-Kreuzung |                        | Wuhan Tram Linie T2                            | Wuhan Tram Linie T2                            |
| U-Bahn-Haltepunkt / Haltestelle |                        | Gaoxin 4th Road 高新四路                       | Gaoxin 4th Road 高新四路                       |
| U-Bahn-Haltepunkt / Haltestelle |                        | Comprehensive Bonded Area 综保区               | Comprehensive Bonded Area 综保区               |
| U-Bahn-Bahnhof | 9,9                    | Longquanshan 龙泉山                            | Longquanshan 龙泉山                            |
| U-Bahn-Betriebs-/Güterbahnhof Anfang Hochstrecke und quer · U-Bahn-Abzweig geradeaus und nach rechts | 10,5                   | Zugdepot und Betriebswerk                      | Zugdepot und Betriebswerk                      |
| |                        | Vorleistung für geplante Verlängerung          |                                                |

Die Einschienenbahn Wuhan (chinesisch 武汉单轨, Pinyin Wúhán dānguǐ), Eigenname Optics Valley Sky Rail (chinesisch 光谷空轨, Pinyin Guānggǔ Kōngguǐ), ist eine Hängebahn in der chinesischen Stadt Wuhan.
Sie stellt mit ihren sechs Haltestellen auf 10,5 Kilometern Streckenlänge eine Ergänzung des bestehenden U-Bahn-Systems dar und erschließt das Optics Valley im Südosten der Stadt. Sie nahm nach einer mehrmonatigen Testphase am 26. September 2023 ihren kommerziellen Betrieb auf. Nach Fertigstellung einer geplanten Erweiterung wäre sie mit 26,7 Kilometern Strecke die längste Hängebahn der Welt.

## Geschichte
Es gab in China bereits Pläne für eine Hängebahn in den Städten Qingdao, Chengdu und Kaifeng. Nachdem China Railway Science & Industry Group Corp (CRSIC) im Bezirk Jiangxia von Wuhan in 2019 eine 800 Meter lange Teststrecke zur Erprobung einer Hängebahn errichtete, entstanden Pläne für die Errichtung einer kommerziellen Strecke zur Anwendung dieser Technologie entlang des Optics Valley Ecological Corridor im Südosten Wuhans. Am 31. Mai 2020 erteilte der Verwaltungsausschuss Wuhan-Ost den Planungsauftrag. Damit sollen auf insgesamt knapp 27 Kilometern Strecke mehrere touristische Ziele miteinander verknüpft werden.
Im Januar 2020 genehmigte der Verwaltungsausschuss Wuhan-Ost das Projekt und erteilte den Bauauftrag. Am 9. November 2020 schloss der erste Einschienenbahn-Zug auf der betriebseigenen Teststrecke eine fahrerlose Fahrt erfolgreich ab. Noch im September 2020 wurde von einer Eröffnung im Laufe von 2021 ausgegangen. Nach weiteren Verzögerungen begannen im Februar 2023 die Testfahrten auf der inzwischen fertig gestellten Strecke.

## Streckenverlauf
Die Hängebahn befährt auf durchgängig zweigleisiger Strecke eine Nord-Süd-Verbindung durch das Optics Valley. Die Strecke umfasst 6 Haltestellen, Zugdepot und Betriebswerk befinden sich am südlichen Ende nach der Endstation. Sie beginnt im Norden an der Station Jiufengshan und verläuft von dort weitgehend gerade südwärts, kreuzt als Nächstes an der Gaoxin Boulevard die dort unterirdisch verlaufende Linie 11 der Wuhan Metro und stellt damit den Anschluss an das weiträumige U-Bahn-Netz dar, führt entlang der Optics Valley 4th Road und endet im Süden an der Station Longquanshan, wo für eine potenzielle Verlängerung bereits Vorleistungen gebaut wurden.

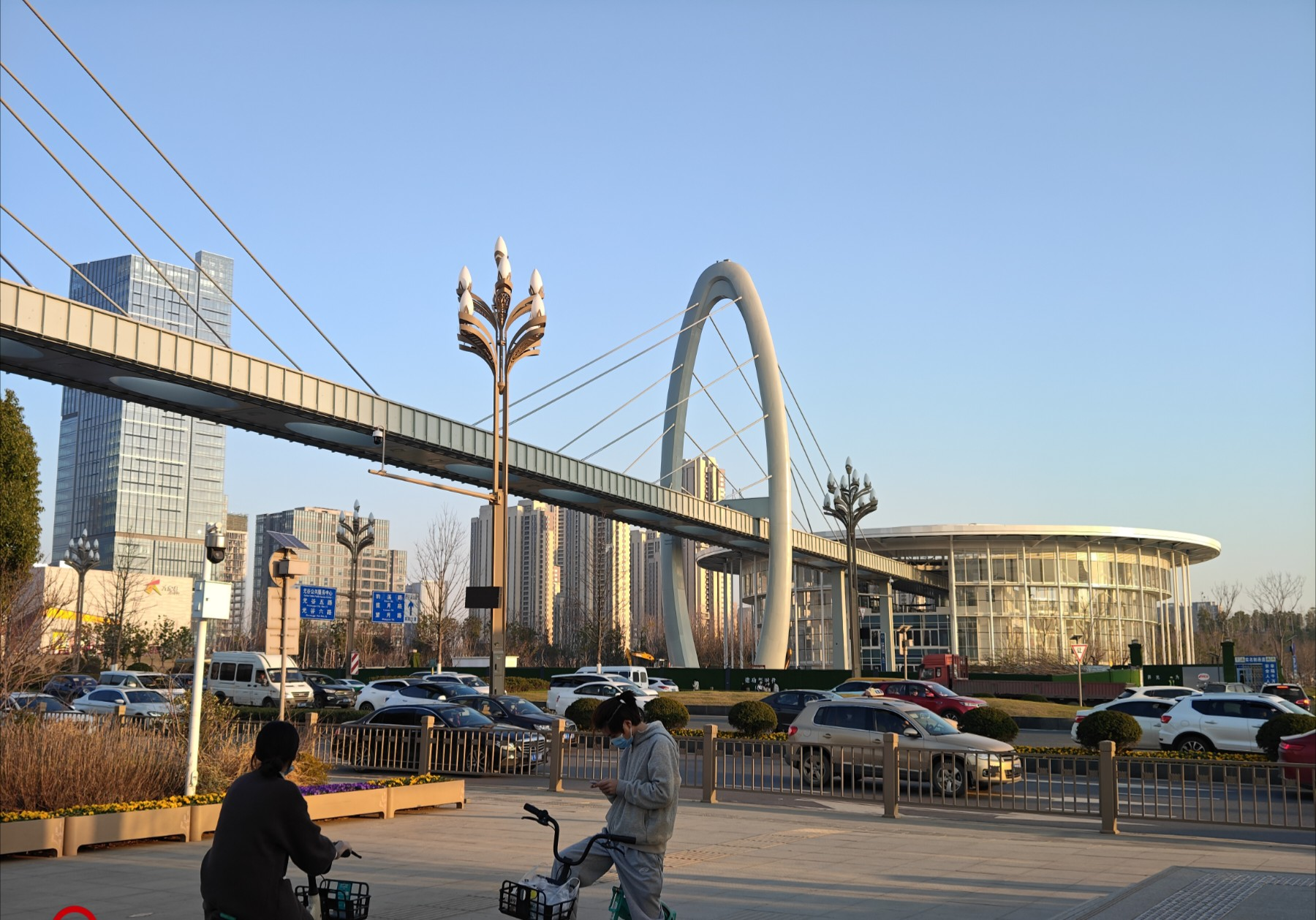
Station Gaoxin Boulevard
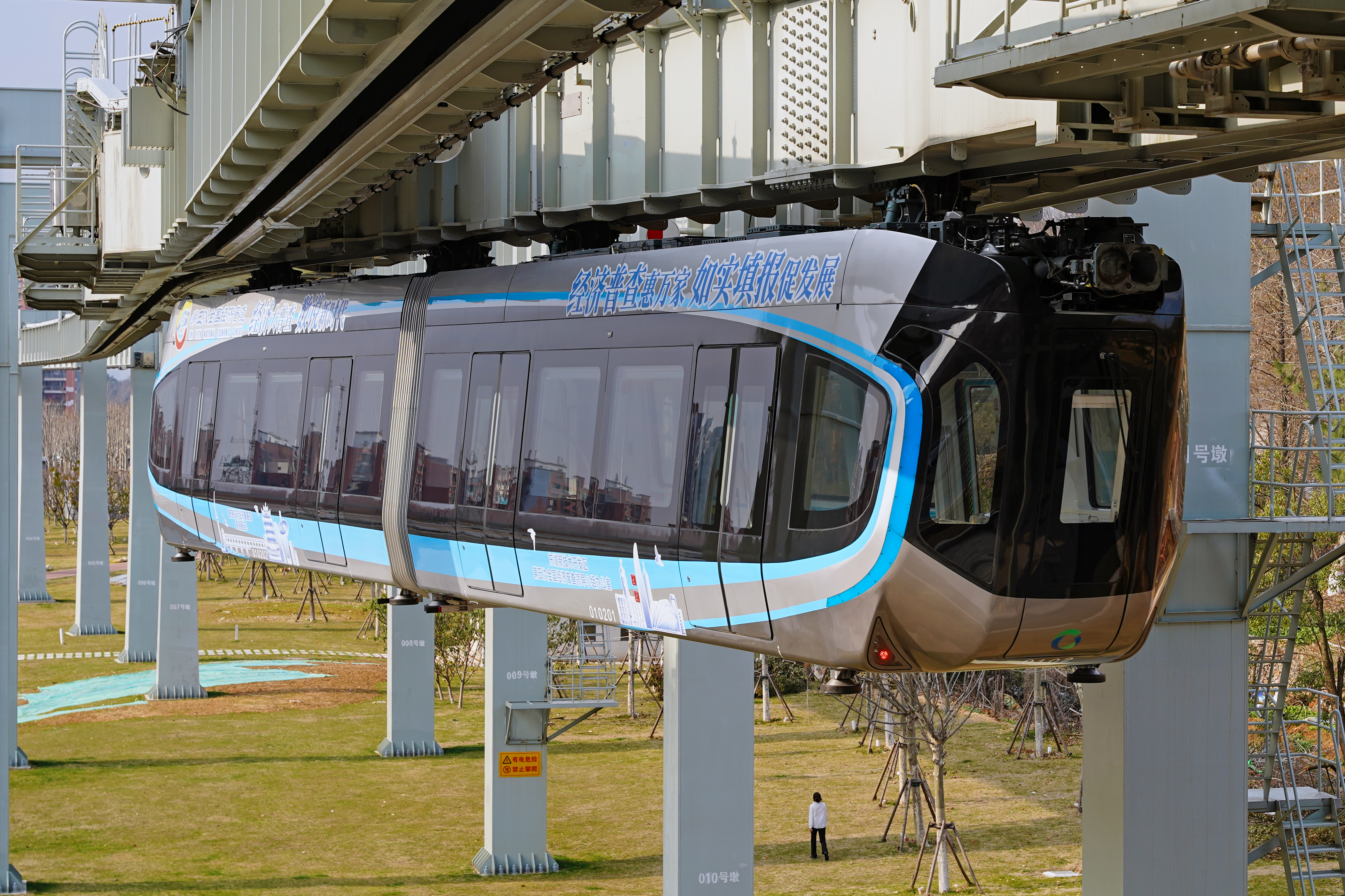
Fahrzeug
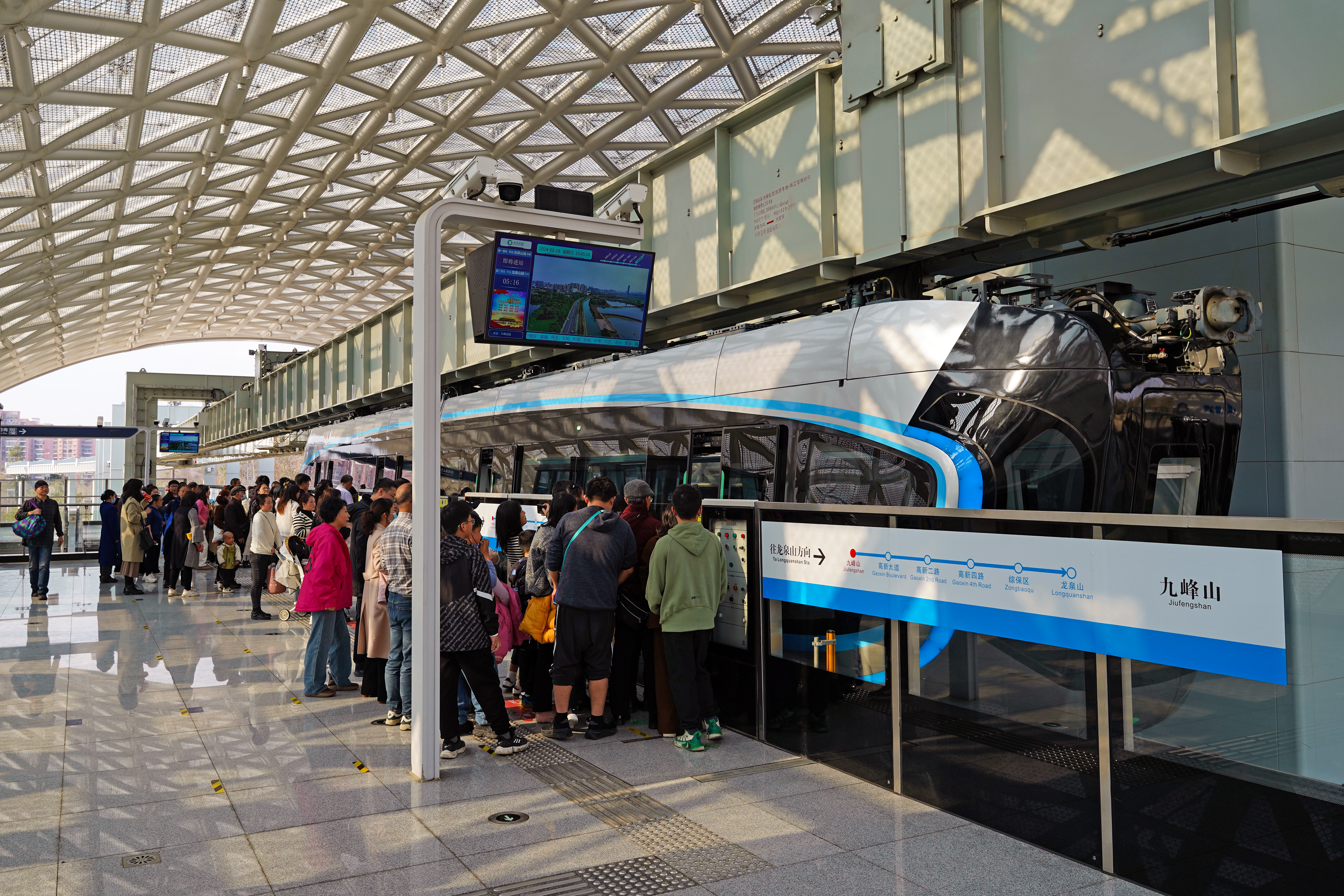
Fahrgastwechsel

## Fahrzeuge
Der Optics Valley Sky Train setzt von CRRC gebaute elektrische Gelenktriebwagen vom Typ Photon ein, die als Zweirichtungsfahrzeuge ausgeführt sind. Sie bieten auf 24 Metern Länge und 2,5 Metern Breite 128 Passagieren Platz. Mit den zweiteiligen Zuggarnituren können bis zu 10.000 Passagiere pro Stunde transportiert werden und die Triebwagen sind so konzipiert, dass sie auch als dreiteilige Garnituren zusammengestellt werden können.
Die Höchstgeschwindigkeit der Fahrzeuge beträgt 70 km/h, im Betrieb wird mit maximal 60 km/h gefahren.

## Betrieb
Die von CRSIC gebaute Hängebahn ist eine nach dem SAFEGE-System errichtete Bahn, die ihren Betrieb vollautomatisch durchführt. Es ist geplant, in der Anfangsphase voraussichtlich 8 Kurse während der Hauptverkehrszeit mit einem Fahrintervall von 6 Minuten verkehren zu lassen, sodass die Transportkapazität vorerst 1.300 Personen pro Stunde und Richtung beträgt. Insgesamt stehen zehn Züge zur Verfügung.